# Egestriomina albilineata
Egestriomina albilineata là một loài bọ cánh cứng trong họ Anthicidae. Loài này được Carter miêu tả khoa học năm 1905.